# Liste der Schulen in Flensburg
Die Liste der Schulen in Flensburg enthält ein Verzeichnis der Grund- und allgemeinbildenden Schulen in Flensburg.

## Legende
- Name: Name der Schule
- Namensherkunft: Namensgeber/Herkunft des Namens der Schule
- Jahr: Gründungsjahr
- Schulform, Träger und Anmerkungen: Grundschule, Förderzentrum, Gemeinschaftsschule, Gymnasium, Berufsbildende Schule
- Schüler: Anzahl der Schüler
- Stadtteil/Koordinaten: Stadtteil, in dem die Schule liegt, sowie Lagekoordinaten.

## Liste
| Name                                                                  | Namensherkunft | Jahr | Schulform, Träger und Anmerkungen | Schüler                | Stadtteil Koordinaten | Bild |
| --------------------------------------------------------------------- | --- | ---- | --- | ---------------------- | --------------------- | ---- |
| Abendgymnasium Offizielle Webpräsenz                                  | Abendgymnasium, spezielle Gymnasialform auf dem Zweiten Bildungsweg |      | Gymnasiale Oberstufe der Stadt Flensburg in den Gebäuden des Fördegymnasiums Flensburg |                        | Mürwik                |      |
| Altes Gymnasium Offizielle Webpräsenz                                 | Altsprachliches Gymnasium | 1566 | Gymnasium der Stadt Flensburg mit 36 Klassen, ältestes Gymnasium der Stadt. Das Gebäude des Alten Gymnasiums dominiert seit 1914 die Skyline am Westufer und ist ein Kulturdenkmal auf der Westlichen Höhe.                                                   | 857 (Stand 2014/2015)  | Westliche Höhe        |      |
| Auguste-Viktoria-Schule Offizielle Webpräsenz                         | Auguste Viktoria (1858–1921), letzte deutsche Kaiserin und Königin von Preußen | 1886 | Gymnasium der Stadt Flensburg mit 40 Klassen. Der Bau der Auguste-Viktoria-Schule stammt von 1912 und ist ein Kulturdenkmal auf dem Friesischen Berg. | 991 (Stand 2014/2015)  | Friesischer Berg      |      |
| Comenius-Schule Offizielle Webpräsenz                                 | Johann Amos Comenius (1592–1670), Philosoph, Theologe und Pädagoge |      | Gemeinschaftsschule der Stadt Flensburg mit 14 Klassen | 305 (Stand 2014/2015)  | Nordstadt             |      |
| Cornelius-Hansen-Skolen Offizielle Webpräsenz                         | Cornelius Hansen |      | Gemeinschaftsschule mit Grundschulteil des Dänischen Schulvereins für Südschleswig, 14 Klassen | 283 (Stand 2014/2015)  | Nordstadt             |      |
| Duborg-Skolen Offizielle Webpräsenz                                   | Duburg, eine abgegangene Höhenburg aus dem 15. Jahrhundert | 1920 | Gemeinschaftsschule mit gymnasialer Oberstufe des Dänischen Schulvereins für Südschleswig, 26 Klassen, Kulturdenkmal. Duborg-Skolen war bis zur Eröffnung der Schleswiger A. P. Møller-Skolen im Jahr 2008 Deutschlands einziges dänisches Gymnasium.         | 526 (Stand 2014/2015)  | Neustadt-Duburg       |      |
| Eckener-Schule RBZ Flensburg Offizielle Webpräsenz                    | Hugo Eckener (1868–1954), Leiter der Zeppelinwerke Friedrichshafen, erster Atlantiküberquerer mit einem Zeppelin und Flensburger Ehrenbürger (1924) sowie sein Bruder Alexander Eckener (1870–1944), Maler und Grafiker | 1815 | Berufsbildende Schule der Stadt Flensburg, Regionales Berufsbildungszentrum (RBZ), Anstalt des öffentlichen Rechts (AöR) | ca. 2500               | Friesischer Berg      |      |
| Falkenbergschule Offizielle Webpräsenz                                | |      | Grundschule der Stadt Flensburg, Offene Ganztagsschule, neun Klassen | 215 (Stand 2014/2015)  | Westliche Höhe        |      |
| Fördegymnasium Offizielle Webpräsenz                                  | Flensburger Förde | 1961 | Gymnasium der Stadt Flensburg mit 31 Klassen. 1961 als das Neue Gymnasium im Aufbau gegründet, seit 1966 unter dem Namen Fördegymnasium | 862 (Stand 2014/2015)  | Mürwik                |      |
| Freie Waldorfschule Flensburg Offizielle Webpräsenz                   | Waldorfschule nach der von Rudolf Steiner (1861–1925) begründeten Waldorfpädagogik | 1983 | Ersatzschule (staatlich anerkannt) und Offene Ganztagsschule mit Waldorfkindergarten des gemeinnützigen Trägers Verein zur Förderung der Waldorfpädagogik Flensburg e.V. 20 Klassen. Abschlüsse: Abitur, Realschulabschluss oder seltener Hauptschulabschluss | 455 (Stand 2014/2015)  | Südstadt              |      |
| Fridtjof-Nansen-Schule Offizielle Webpräsenz                          | Fridtjof Nansen (1861–1930), ein norwegischer Zoologe, Polarforscher, Diplomat und Friedensnobelpreisträger | 1992 | Gemeinschaftsschule mit gymnasialer Oberstufe der Stadt Flensburg, 33 Klassen. 1992 als Integrierte Gesamtschule Flensburg (IGS) gegründet | 777 (Stand 2014/2015)  | Mürwik                |      |
| Friholtschule Offizielle Webpräsenz                                   | | 1972 | Förderzentrum mit dem Schwerpunkt geistige Entwicklung mit 24 Klassen, Offene Ganztagsschule, seit 1978 in der Elbestraße | 176 (Stand 2014/2015)  | Mürwik                |      |
| Gemeinschaftsschule Flensburg-West Offizielle Webpräsenz              | | 1914 | Gemeinschaftsschule mit gymnasialer Oberstufe der Stadt Flensburg mit 19 Klassen | 421 (Stand 2014/2015)  | Friesischer Berg      |      |
| Goethe-Schule Offizielle Webpräsenz                                   | Johann Wolfgang von Goethe (1749–1832), deutscher Dichter | 1894 | Gymnasium der Stadt Flensburg mit 30 Klassen. Das ab 1914 erbaute Hauptgebäude ist ein Kulturdenkmal in Jürgensby. Zuvor befand sich die Schule seit dem Jahr 1896 im heutigen Hans-Christiansen-Haus.                                                        | 712 (Stand 2014/2015)  | Jürgensby             |      |
| Gustav-Johannsen-Skolen Offizielle Webpräsenz                         | Gustav Johannsen (1840–1901), Politiker, Lehrer und Herausgeber der Flensborg Avis | 1952 | Gemeinschaftsschule (fællesskole) mit Grundschul- und Förderzentrumsteil (hjælpeskole) des Dänischen Schulvereins für Südschleswig, 19 Klassen | 379 (Stand 2015/2016)  | Westliche Höhe        |      |
| Hohlwegschule Offizielle Webpräsenz                                   | Hohlwege-Gebiet |      | Grundschule der Stadt Flensburg, Offene Ganztagsschule, Schulhort, acht Klassen | 163 (Stand 2014/2015)  | Jürgensby-Hohlwege    |      |
| Jens Jessen-Skolen Offizielle Webpräsenz                              | Jens Jessen (1854–1906), Politiker, sowie Chefredakteur und Verleger der Flensborg Avis |      | Gemeinschaftsschule mit Grundschulteil des Dänischen Schulvereins für Südschleswig, 13 Klassen | 280 (Stand 2014/2015)  | Mürwik                |      |
| Jørgensby-Skolen Offizielle Webpräsenz                                | Stadtteil Jürgensby |      | Grundschule mit Gemeinschaftsschulteil und Förderzentrum des Dänischen Schulvereins für Südschleswig, 15 Klassen | 268 (Stand 2014/2015)  | Jürgensby             |      |
| Käte-Lassen-Schule Offizielle Webpräsenz                              | Berta Katharina Lassen (1880–1956), deutsche Malerin | 1951 | Gemeinschaftsschule ohne gymnasialer Oberstufe der Stadt Flensburg, 19 Klassen | 495 (Stand 2014/2015)  | Jürgensby             |      |
| Kurt-Tucholsky-Schule Offizielle Webpräsenz                           | Kurt Tucholsky (1890–1935), deutscher Journalist und Schriftsteller | 1973 | Gemeinschaftsschule mit gymnasialer Oberstufe der Stadt Flensburg, 50 Klassen | 1192 (Stand 2014/2015) | Engelsby              |      |
| Oksevejens Skole                                                      | Ochsenweg |      | Grundschule mit Gemeinschaftsschulteil des Dänischen Schulvereins für Südschleswig, sechs Klassen | 103 (Stand 2014/2015)  | Weiche                |      |
| Ostseeschule Flensburg Offizielle Webpräsenz                          | Ostsee |      | Grund- und Gemeinschaftsschule mit zehn Klassen, Montessoripädagogik, Träger ist die gemeinnützige GmbH Ostseeschule Flensburg. | 266 (Stand 2014/2015)  | Mürwik                |      |
| Paulus-Paulsen-Schule Offizielle Webpräsenz                           | Paulus Paulsen |      | Förderzentrum der Stadt Flensburg mit vier Klassen(Stand 2014/2015) | 38 (Stand 2014/2015)   | Neustadt              |      |
| RBZ Hannah-Arendt-Schule AöR Offizielle Webpräsenz                    | Hannah Arendt (1906–1975), jüdische deutsch-US-amerikanische politische Theoretikerin und Publizistin | 1910 | Berufsbildende Schule der Stadt Flensburg, Regionales Berufsbildungszentrum (RBZ), Anstalt des öffentlichen Rechts (AöR) | 1850                   | Friesischer Berg      |      |
| RBZ HLA – Die Flensburger Wirtschaftsschule AöR Offizielle Webpräsenz | Handelsschule | 1873 | Berufsbildende Schule der Stadt Flensburg, Regionales Berufsbildungszentrum (RBZ), Anstalt des öffentlichen Rechts (AöR). Das Nebengebäude der Schloss-Duburg-Schule ist ein Kulturdenkmal in der Neustadt.                                                   |                        | Friesischer Berg      |      |
| Grundschule Adelby Offizielle Webpräsenz                              | Adelby |      | Grundschule der Stadt Flensburg mit zwölf Klassen, Offene Ganztagsschule | 252 (Stand 2014/2015)  | Tarup                 |      |
| Schule am Campus Offizielle Webpräsenz                                | Campus an der Europa-Universität Flensburg |      | Regionalschule der Stadt Flensburg | 154 (Stand 2012/2013)  | Sandberg              |      |
| Schule Auf der Rude Offizielle Webpräsenz                             | Stadtbezirk Rude |      | Grundschule der Stadt Flensburg, Offene Ganztagsschule, vier Klassen | 93 (Stand 2014/2015)   | Südstadt              |      |
| Schule Engelsby Offizielle Webpräsenz                                 | Stadtteil Engelsby |      | Grundschule der Stadt Flensburg mit 14 Klassen, Offene Ganztagsschule | 286 (Stand 2014/2015)  | Engelsby              |      |
| Schule Friedheim Offizielle Webpräsenz                                | Stadtbezirk Friedheim |      | Grundschule der Stadt Flensburg mit zwölf Klassen, Offene Ganztagsschule | 259 (Stand 2014/2015)  | Mürwik-Friedheim      |      |
| Schule Fruerlund Offizielle Webpräsenz                                | Stadtteil Fruerlund | 1954 | Grundschule der Stadt Flensburg mit neun Klassen, Offene Ganztagsschule | 196 (Stand 2014/2015)  | Fruerlund             |      |
| Max von der Grün-Schule Offizielle Webpräsenz                         | Schule für Körperbehinderte |      | Förderzentrum der Stadt Flensburg mit dem Schwerpunkt körperliche und motorische Entwicklung, zehn Klassen | 81 (Stand 2014/2015)   | Mürwik                |      |
| Schule Ramsharde Offizielle Webpräsenz                                | Ramsharde | 1901 | Grundschule der Stadt Flensburg mit neun Klassen, Offene Ganztagsschule; war ab der Gründung 1901 eine Volksschule (Grund- und Hauptschule) und ist seit den 1970er Jahren eine reine Grundschule                                                             | 223 (Stand 2014/2015)  | Nordstadt             |      |
| UNESCO-Projektschule Flensburg-Weiche Offizielle Webpräsenz           | UNESCO, UNESCO-Projektschule | 1976 | Grundschule der Stadt Flensburg mit acht Klassen, Offene Ganztagsschule | 169 (Stand 2014/2015)  | Weiche                |      |
| Waldschule Offizielle Webpräsenz                                      | Der Name bezieht sich offenbar auf die nahegelegene Marienhölzung, möglicherweise aber auch auf den Diakon Jasper Wald.                                                                                                 |      | Grundschule der Stadt Flensburg mit 15 Klassen, Offene Ganztagsschule, Kooperationsschule der Europa-Universität Flensburg | 335 (Stand 2014/2015)  | Westliche Höhe        |      |
| Zentrum für kooperative Erziehungshilfe Offizielle Webpräsenz         | Kooperation zwischen Schule (Förderschwerpunkt emotionale und soziale Entwicklung) und Jugendhilfe der Stadt Flensburg.                                                                                                 | 1990 | Kooperative Einrichtung von Schule und Jugendhilfe der Stadt Flensburg. Gebäude der ehem. Pestalozzischule. |                        | Sandberg              |      |